# گونسالس (میناس گرایس)
گونسالس (به پرتغالی: Gonçalves) یک منطقهٔ مسکونی در برزیل است که در میناز ژرایس واقع شده‌است. گونسالس ۱۸۷٬۵۹۶ کیلومتر مربع مساحت و ۴٬۳۵۵ نفر جمعیت دارد.